# Sheridan, Illinois
Sheridan là một làng thuộc quận LaSalle, tiểu bang Illinois, Hoa Kỳ. Năm 2010, dân số của làng này là 2137 người.

## Dân số
Dân số qua các năm:
- Năm 2000: 2411 người.
- Năm 2010: 2137 người.